# پل ابی
پل ابی (انگلیسی: Paul Aeby؛ زادهٔ ۱۰ سپتامبر ۱۹۱۰) بازیکن فوتبال اهل سوئیس است.
از باشگاه‌هایی که در آن بازی کرده‌است می‌توان به باشگاه ورزشی یانگ بویز برن اشاره کرد.
وی همچنین در تیم ملی فوتبال سوئیس بازی کرده‌است.